# ГЕС Нзіло
ГЕС Нзіло — гідроелектростанція на південному сході Демократичної Республіки Конго за 25 км на північ від центру гірничорудної промисловості Колвезі. Розташована вище від ГЕС Нсеке, становить верхній ступінь каскаду на Луалабі (верхня течія однієї з найбільших річок світу Конго).
Спорудження станції відбувалось в період бельгійського колоніального панування, а сама вона мала назву Delcommune. В межах проекту річку перекрили бетонною арково-гравітаційною греблею висотою 73 метри, довжиною 162 метри та товщиною від 3 (по гребеню) до 13 (по основі) метрів. Вона утворила водосховище з площею поверхні до 207 км2 та об'ємом до 1733 млн м3 (нормальний рівень 1675 млн м3).
Від сховища через лівобережний масив проклали бетонований дериваційний тунель довжиною 1,8 км та площею перетину 42 м2. Після балансувальної камери з діаметром від 20 до 32 метрів починаються дві напірні галереї довжиною 90 метрів, які переходять у чотири водоводи довжиною понад 1 км та діаметром по 2,95 метра.
Машинний зал, розташований просто на березі Луалаби, обладнали чотирма турбінами типу Френсіс потужністю по 28 МВт, які при напорі від 66 до 83 метрів повинні забезпечувати виробництво 516 млн кВт-год електроенергії на рік.
Видача продукції відбувається по ЛЕП, розрахованій на роботу під напругою 120 кВ.
Станом на початок 2010-х років станція через поганий технічний стан обладнання, встановленого шість десятків років тому, могла видавати лише частину своєї проектної потужності.